# Кров Амбера
«Кров Амбера» (англ. Blood of Amber) — роман американського письменника Роджера Желязни, що вийшов у 1986 році. Друга книга з другої пенталогії циклу романів «Хроніки Амбера».
Була номінована в 1987 році на премію журналу «Локус» у номінації найкращий фентезійний роман.

## Сюжет
Роман починається з «роздумів у кришталевій печері» — головний герой Мерлін заточений в дивному місці, де він не може використовувати свою чарівну силу. Після сутички з Джасрою, яка намагається його вбити, він все-таки зв'язується зі своєю амберською тітонькою Флорою. Флора допомагає Мерліну перенестися на Землю, в Сан-Франциско.
Мерліну доводиться зіткнутися з новим для нього противником — чаклуном в масці. Чаклун в масці захопив Вежу Чотирьох Світів і знерухомив Джасру і вона тепер слугувала вішалкою для одягу. Після сутички з «Маскою» Мерлін забирає Джасру-вішалку в амберський палац.